# Steve Coy
Stephen Coy, detto Steve (Liverpool, 15 marzo 1962 – Bogliasco, 4 maggio 2018), è stato un batterista britannico, membro del gruppo inglese dei Dead or Alive.
Entrò a far parte dei Dead Or Alive nel 1982. Unico membro della band ad essere amico del cantante Pete Burns, nei tempi "bui" della band ricoprì il ruolo di manager e produttore. Appare in tutti i video dei Dead or Alive, tranne in Rebel Rebel di cui fu il regista.
Era il membro più giovane della band; Steve appare anche in tutte le esibizioni dei Dead Or Alive, il più delle volte come batterista e qualche volta come tastierista. Nel 1995, assieme a Pete Burns, recluta il tastierista Jason Alburey e da quell'anno in poi, assieme ad Alburey, provvede alle parti vocali di ogni brano (nonostante non abbia mai preso parte alla stesura del testo di alcuna canzone).
Nel 2007, nelle trasmissioni televisive con Pete, Coy fu il suo autista, assistente e guardia del corpo.
Dal 2004 frequenta Genova e dal 2008 si sposa con Marina Zacco, trasferendosi definitivamente in Italia.
Muore il 4 maggio 2018 all'età di 56 anni, a causa di un tumore che lo affliggeva da quasi un anno, nella sua casa di Bogliasco (GE). La sua collezione di CD e vinili dei Dead Or Alive è stata donata dalla moglie ad un'asta di beneficenza per le vittime della tragedia del ponte Morandi.